# Notharchus
Notharchus Cabanis & Heine, 1863 è un genere di uccelli della famiglia Bucconidae tipici dell'America Centrale e del Sud America.

## Tassonomia
Il genere comprende le seguenti specie e sottospecie:
- Notharchus hyperrhynchus (P.L.Sclater, 1856)
  - Notharchus hyperrhynchus hyperrhynchus (P.L.Sclater, 1856)
  - Notharchus hyperrhynchus paraensis Sassi, 1932
- Notharchus macrorhynchos (J.F.Gmelin, 1788)
- Notharchus ordii (Cassin, 1851)
- Notharchus pectoralis (G.R.Gray, 1846)
- Notharchus swainsoni (G.R.Gray, 1846)
- Notharchus tectus (Boddaert, 1783)
  - Notharchus tectus tectus (Boddaert, 1783)
  - Notharchus tectus picatus (P.L.Sclater, 1856)
  - Notharchus tectus subtectus (P.L.Sclater, 1860)